# That's Life (Willie Nelson)
That's Life è un album in studio del musicista statunitense Willie Nelson, pubblicato nel 2021.
Si tratta di un album tributo a Frank Sinatra.

## Tracce
1. Nice Work If You Can Get It – 2:35
2. Just in Time – 2:25
3. A Cottage for Sale – 2:54
4. I've Got You Under My Skin – 3:34
5. You Make Me Feel So Young – 2:52
6. I Won't Dance (featuring Diana Krall) – 3:25
7. That's Life – 3:39
8. Luck Be a Lady – 3:04
9. In the Wee Small Hours of the Morning – 2:58
10. Learnin' the Blues – 3:31
11. Lonesome Road – 3:41